# Katafyki-Höhle (Kythnos)
Die Katafyki-Höhle (griechisch Καταφύκι) ist eine Höhle am südlichen Ortsrand von Dryopida auf der Kykladeninsel Kythnos. Sie diente in verschiedenen Epochen als Versteck und trägt auch den Namen Spileo Georgiou Martinou (Σπήλαιο Γεωργίου Μαρτίνου ‚Georgios-Martinos-Höhle‘) zu Ehren des Geologen, der sie untersucht hat.

## Beschreibung
Die Katafyki-Höhle befindet sich in Fires bei Dryopida. Es wurden mehr als 600 Meter der natürlichen Höhle, die als Bergwerk diente und über einen 2000 Meter langen künstlichen Schacht verfügt, kartiert. In der Höhle haben sich lange Tunnel gebildet, die durch den Wasserfluss eines Wildbachs entstanden sind. Es wird geschätzt, dass die Gänge der Grotte eine Fläche von 3500 Quadratmetern bedecken.
Am Eingang der Höhle befindet sich ein Plateau, das so genannte „kleine Plateau“, weiter hinten liegt das „große Plateau“ oder die „Piazza“. Auf der „großen Piazza“ hielten die Einwohner früher an Ostern Veranstaltungen ab. Weiter rechts befinden sich Gänge, von denen zwei in den 25 × 17 Meter großen Stalaktitensaal führen, in dem man Stalaktiten und Stalagmiten finden kann.
Die Stalaktiten in der Halle haben verschiedene Farben und Formen und tragen Namen wie „Qualle“, „Krake“, „Teddybär“ usw. Ein großer Stalagmit heißt „Turm von Babel“. Auf der rechten Seite des Raumes befinden sich Platten aus Kalkstein und Eisenerz. In einem anderen Bereich der Höhle gibt es eine Mulde, in der sich Wasser zwischen den Stalaktiten und Stalagmiten ansammelt. Sprengungen haben einen Großteil der allgemeinen Stalaktiten- und Stalagmitenverzierungen in der Höhle zerstört, ebenso wie, in geringerem Maße, Brände aus Ritualen in der Höhle. Die Felsen der Höhle sind vertikal in Schiefer, Marmor und Schiefer geschichtet. Die Höhle wurde als Eisenbergwerk genutzt, und das wichtigste abgebaute Mineral war Hämatit.

## Bergwerk
Die Höhle wurde möglicherweise schon in der Antike als Bergwerk genutzt, denn in der Literatur finden sich Hinweise auf Metallminen auf Kythnos. Der Eisenabbau in der Neuzeit dauerte von 1835 bis 1940, während die Ausbeutung nach 1910 von ausländischen Unternehmen durchgeführt wurde.

## Verwaltung und Restaurierung
Die Höhle wird von der Gemeinde Kythnos verwaltet. Im Juli 2015 wurde sie der Öffentlichkeit wieder zugänglich gemacht, nachdem das Kulturministerium den öffentlichen Zugang aus Sicherheitsgründen zwei Jahre lang ausgesetzt hatte.